# Wohn- und Wirtschaftsgebäude Eitzendorf 46

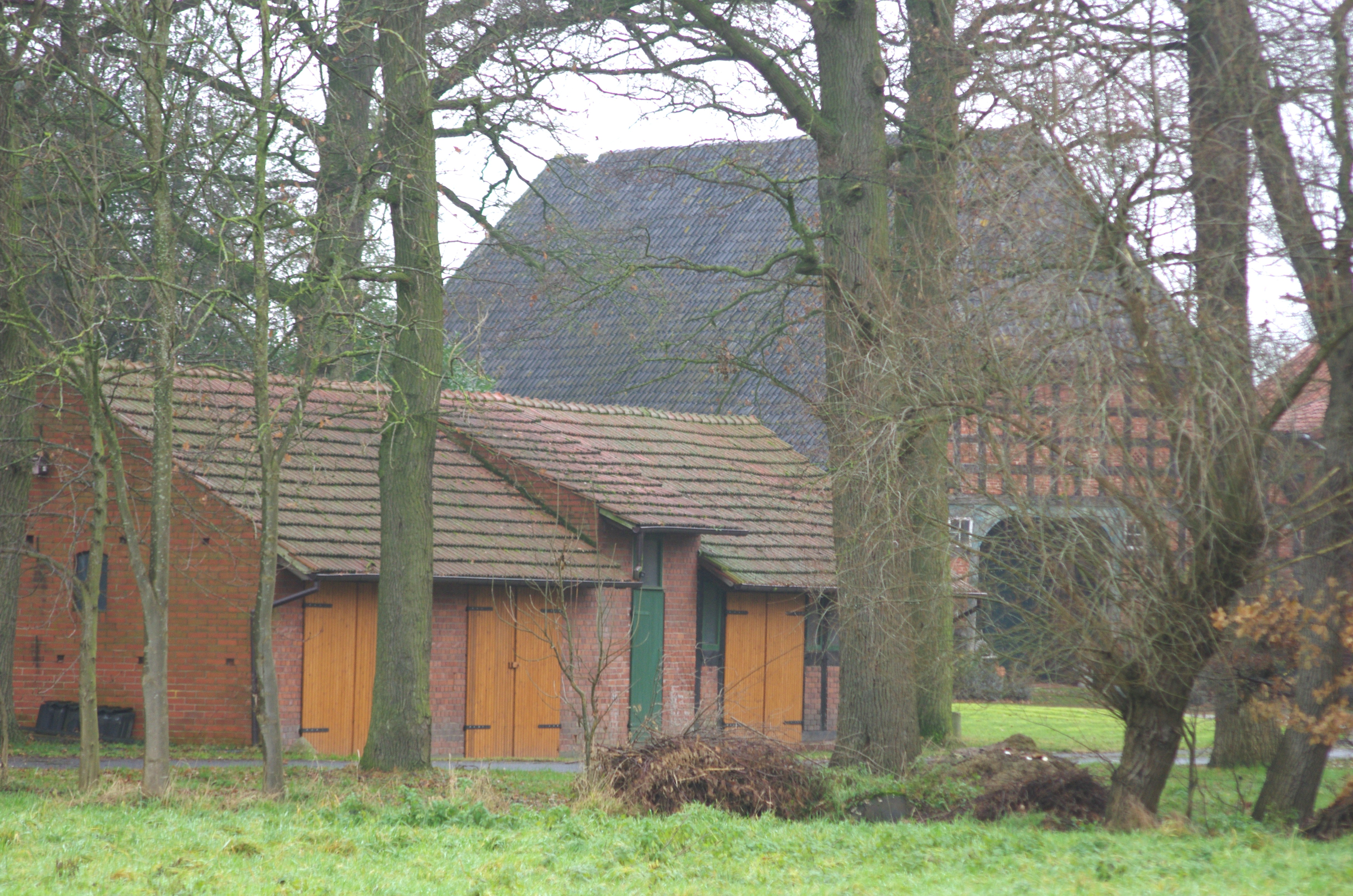

Das Wohn- und Wirtschaftsgebäude Eitzendorf 46 in Hilgermissen-Eitzendorf in der niedersächsischen Samtgemeinde Grafschaft Hoya stammt vom 18. oder 19. Jahrhundert.
Aktuell (2023) wird es gewerblich genutzt.
Das Gebäude steht unter Denkmalschutz (siehe auch Liste der Baudenkmale in Hilgermissen).

## Beschreibung
Das eingeschossige traufständige Zweiständer-Hallenhaus in Fachwerk mit Steinausfachungen sowie mit Krüppelwalmdach hat ein bemerkenswertes Rasterfachwerk.
Die Hofanlage besteht aus vier weiteren nicht denkmalgeschützten Gebäuden.
Das Landesdenkmalamt befand: „… geschichtliche Bedeutung … durch beispielhafte Ausprägung eines niederdeutschen Hallenhauses …“